# Brdská oblast
Brdská oblast je geomorfologická oblast (podsoustava), která zaujímá středozápadní vnitrozemí Čechy, přibližně v západní čtvrti Středočeského kraje. Rozloha oblasti činí 3 438 km², její nadmořská výška se pohybuje od 170 metrů (údolí Vltavy u Chvatěrub) po 865 metrů (vrch Tok v Brdech). Reliéf je velmi různorodý, obsahuje jak nepatrně zvlněné plošiny v severozápadním okolí Prahy, tak hlubokými údolími členěné Křivoklátsko. Na území oblasti se rozkládá převážná část hlavního města Prahy, z dalších významnějších sídel pak např. Kladno, Příbram, Beroun, Hořovice a Slaný; nacházejí se zde též tři velkoplošná chráněná území – CHKO Křivoklátsko, CHKO Český kras a CHKO Brdy.

## Členění
Brdská oblast se z hlediska českého geomorfologického členění dělí na pět celků a jedenáct podcelků:
- VA1 Džbán (rozloha 311 km², střední výška 416,6 m, nejvyšší bod Louštín – 537 m)
  - VA1-A Ročovská vrchovina
  - VA1-B Řevničovská pahorkatina
- VA2 Pražská plošina (rozloha 1128 km², střední výška 302,5 m, nejvyšší bod Na rovinách u Srb – 435 m)
  - VA2-A Říčanská plošina
  - VA2-B Kladenská tabule
- VA3 Křivoklátská vrchovina (rozloha 745 km², střední výška 417,8 m, nejvyšší bod Radeč – 723 m)
  - VA3-A Zbirožská vrchovina
  - VA3-B Lánská pahorkatina
- VA4 Hořovická pahorkatina (rozloha 399 km², střední výška 352,7 m, nejvyšší bod Na skále u Medového Újezdu – 508 m)
  - VA4-A Hořovická brázda
  - VA4-B Karlštejnská vrchovina
- VA5 Brdská vrchovina (rozloha 827 km², střední výška 556 m, nejvyšší bod Tok – 865 m)
  - VA5-A Brdy
  - VA5-B Hřebeny
  - VA5-C Příbramská pahorkatina

## Vodstvo
Brdská oblast zaujímá území při dolním toku řeky Berounky (zejm. povodí Litavky a Loděnice) a navazujícím úseku dolní Vltavy (povodí Zákolanského potoka, Rokytky a jiných drobných přítoků).

## Galerie

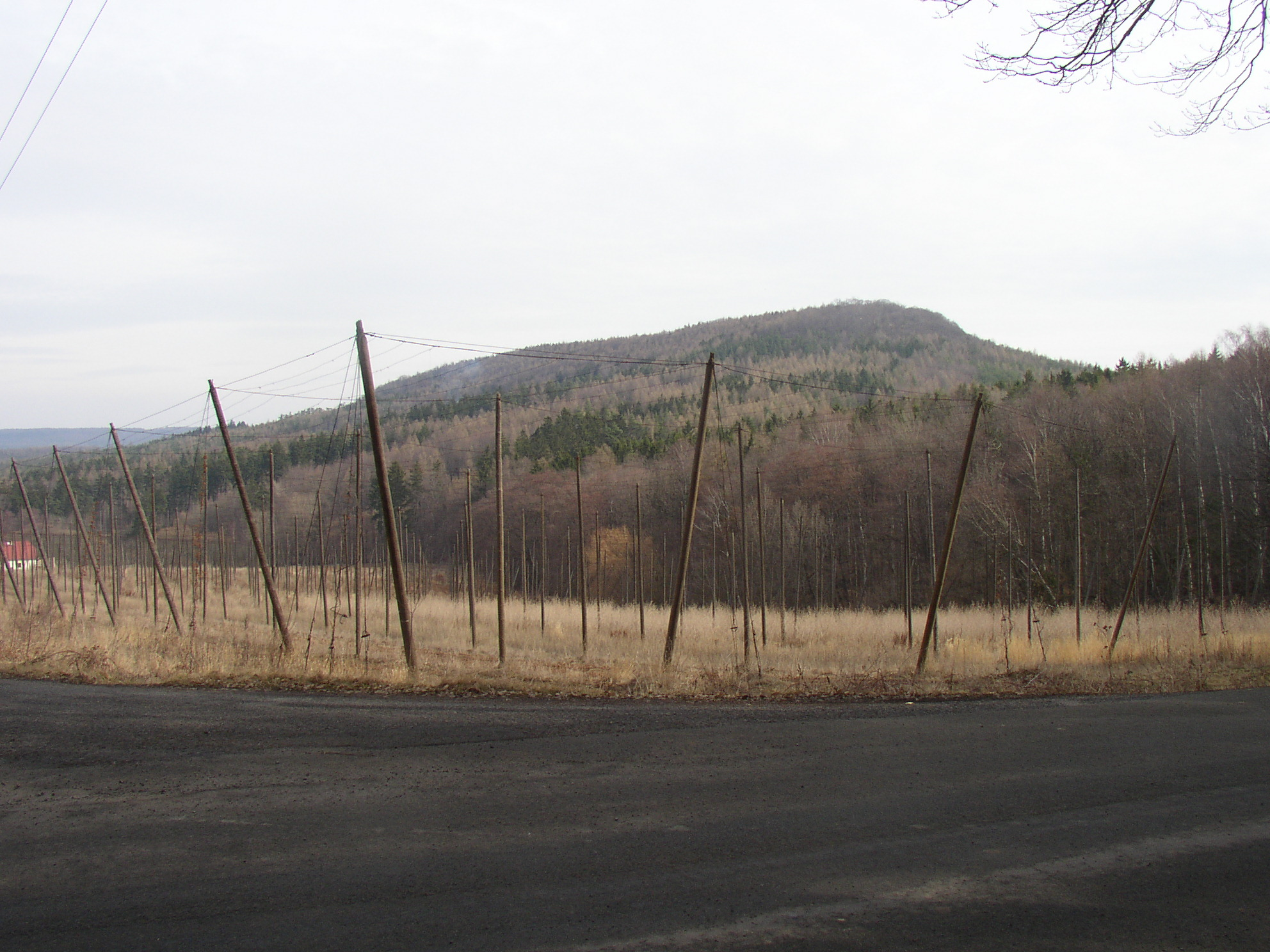
Vrch Pravda na severním okraji Džbánu
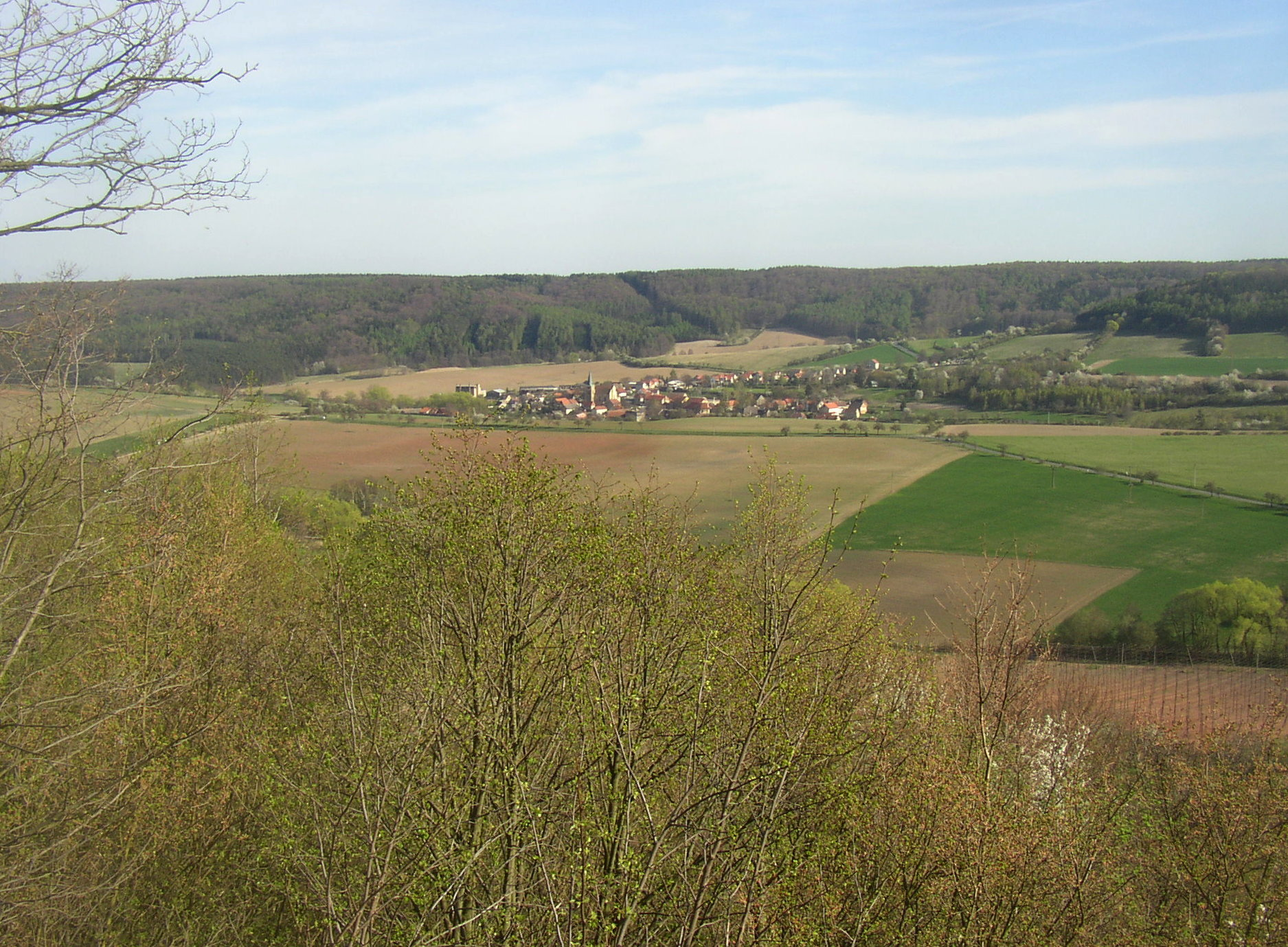
Džbánské Podlesí – Srbeč z vyhlídky na Milské stráni
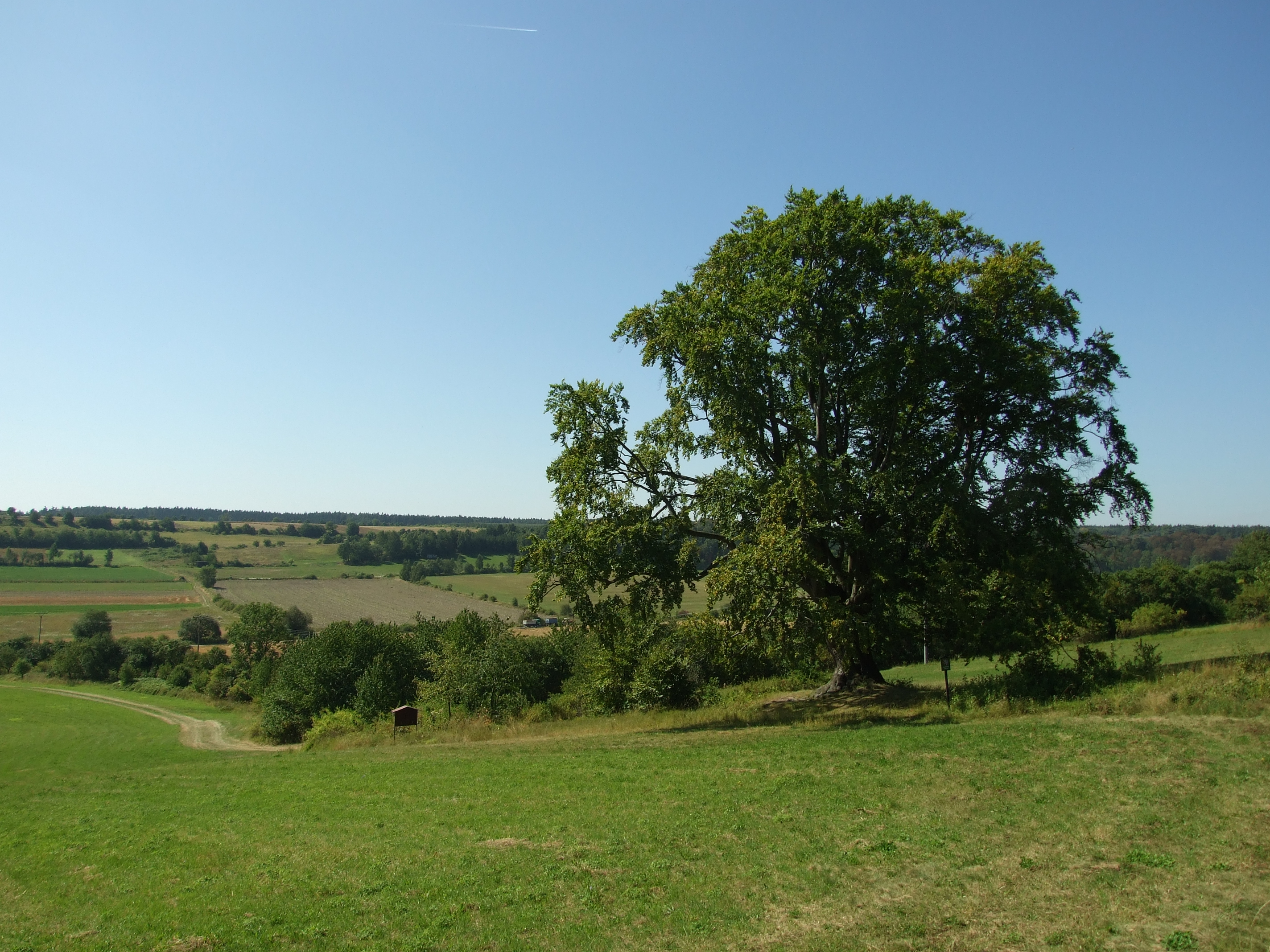
Krajina Řevničovské pahorkatiny na horním toku Loděnice u Mšeckých Žehrovic
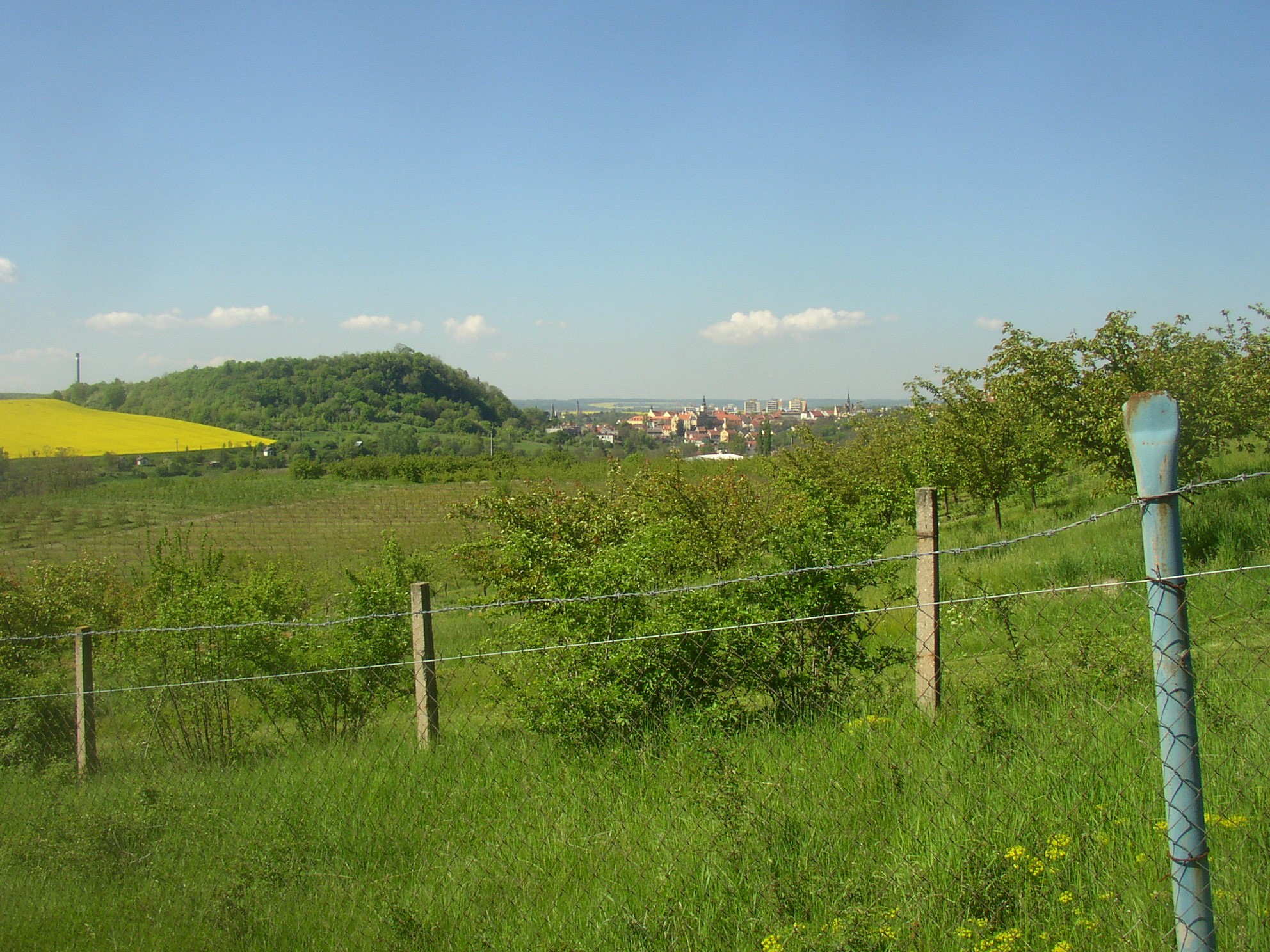
Slánská hora, pozůstatek třetihorního vulkanismu
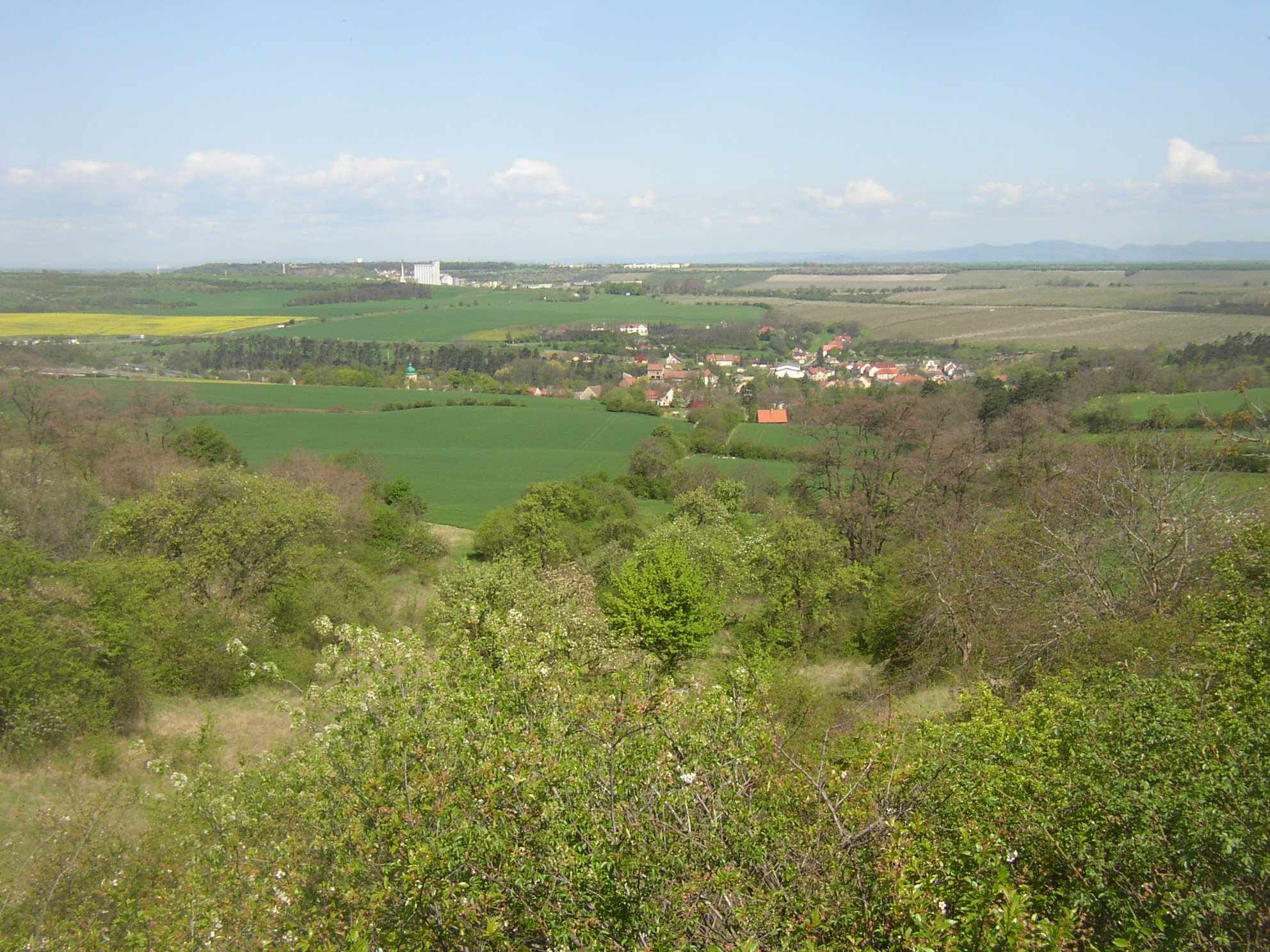
Krajina Slánské tabule u Knovíze jihovýchodně od Slaného
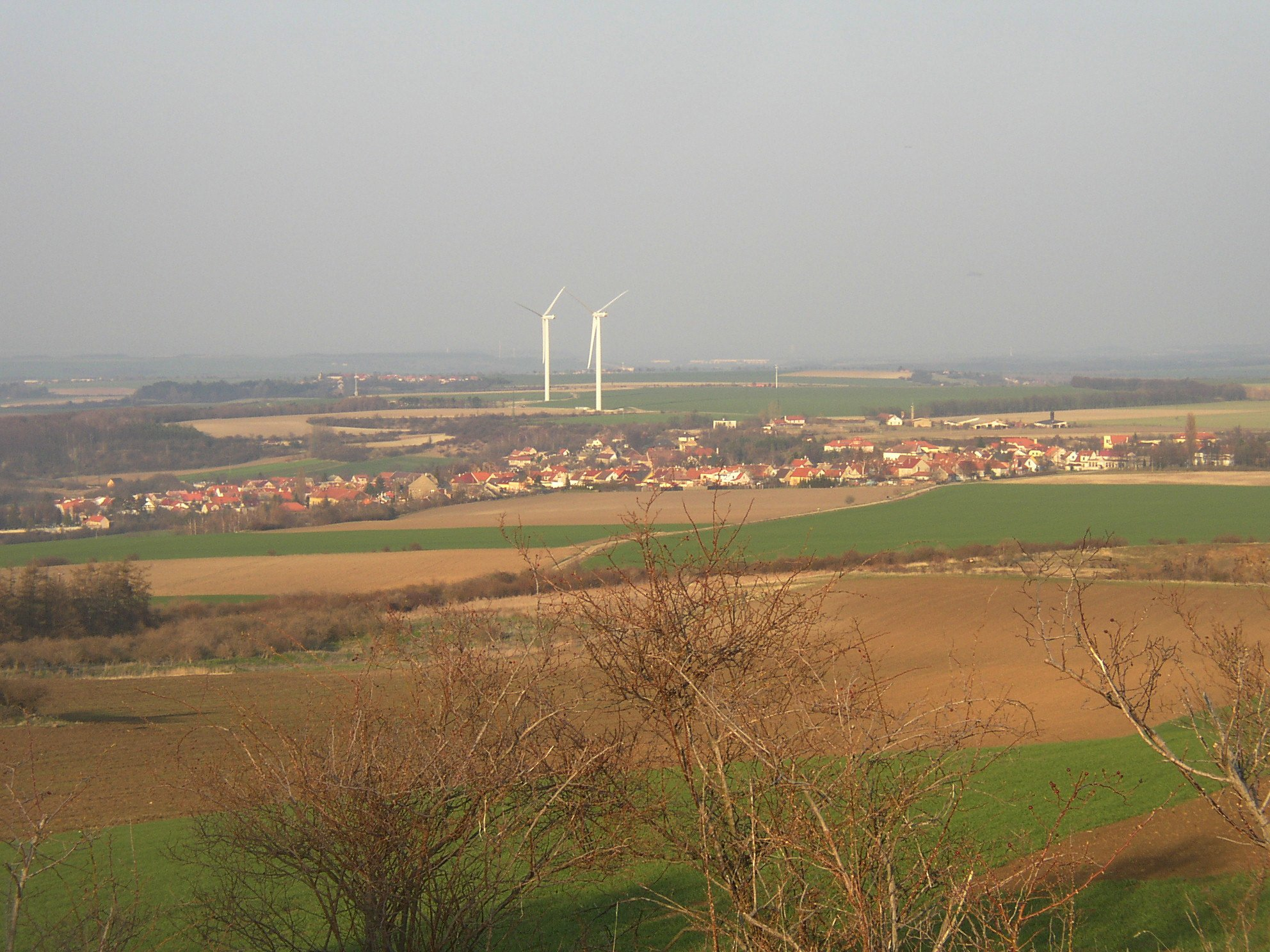
Pláň Rovina severovýchodně od Kladna, pohled z Vinařické hory
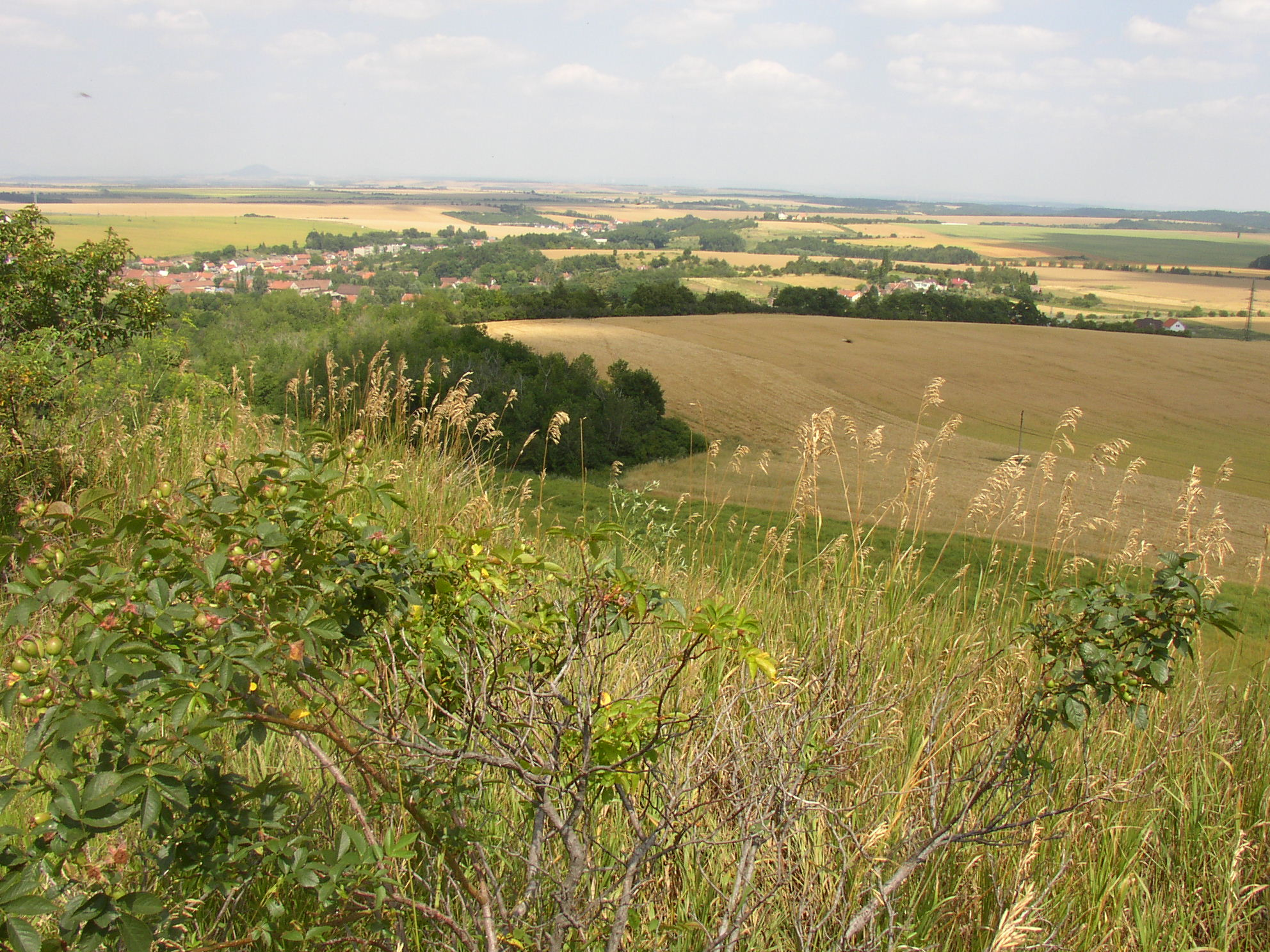
Krajina mezi Kladnem a Kralupy nad Vltavou – výhled z Buštěhradské haldy
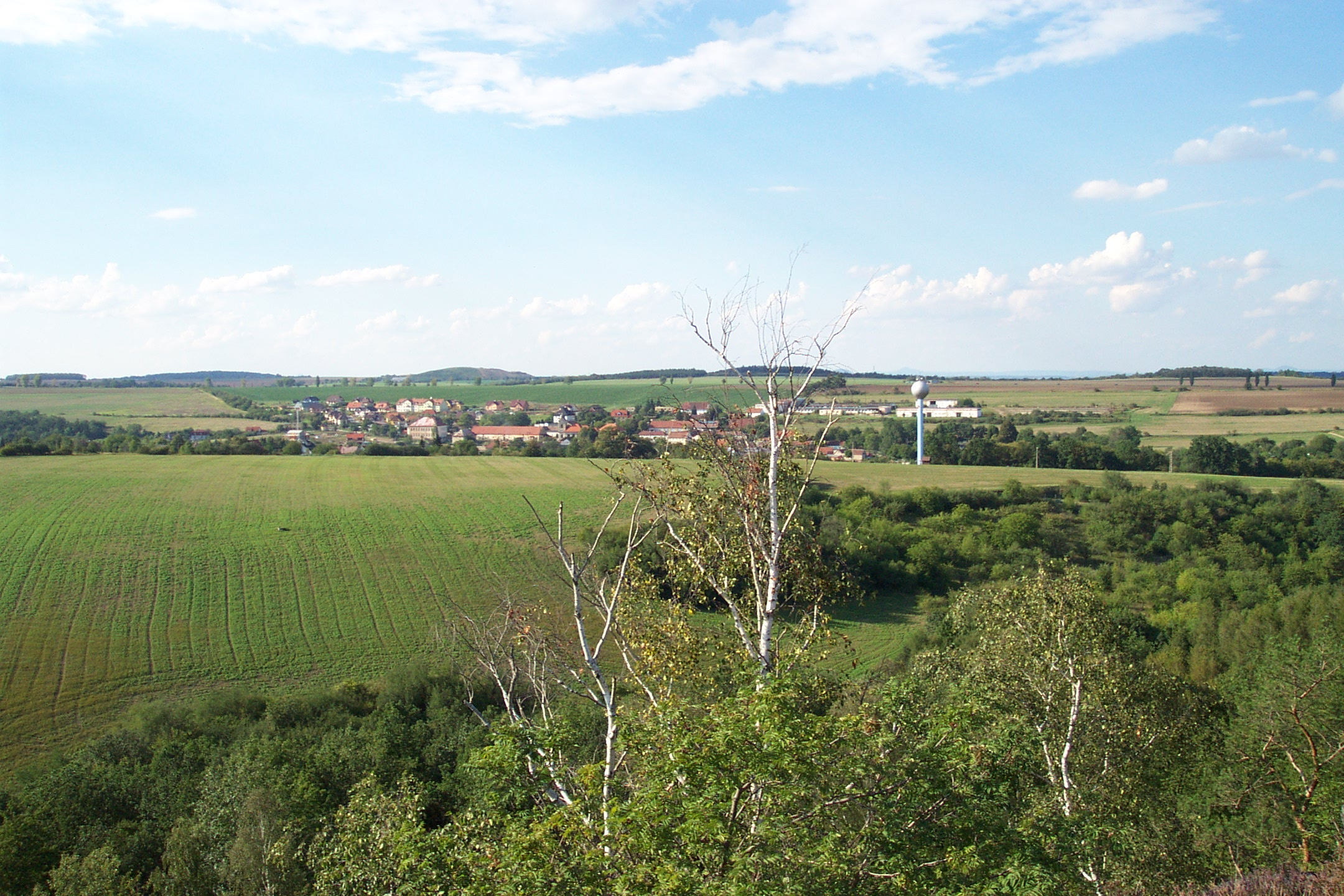
Typická krajina Turské tabule v severozápadním sousedství Prahy – pohled na Únětice z Kozích hřbetů
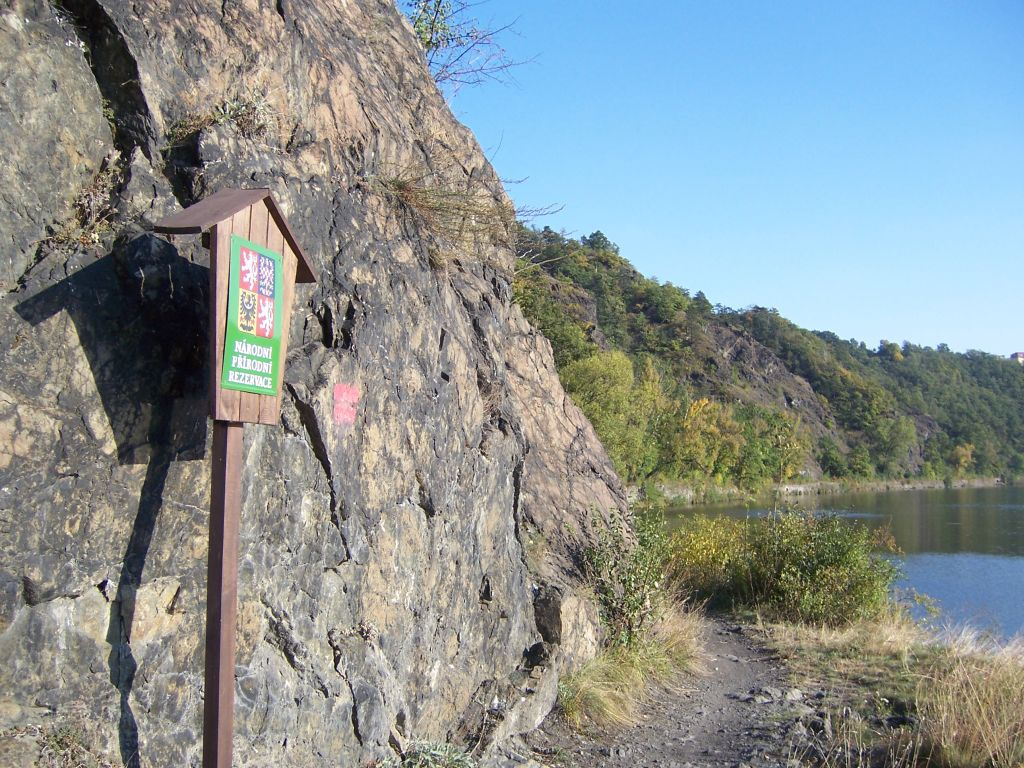
NPR Větrušické rokle na okraji Zdibské tabule ve skalnatém údolí Vltavy pod Prahou
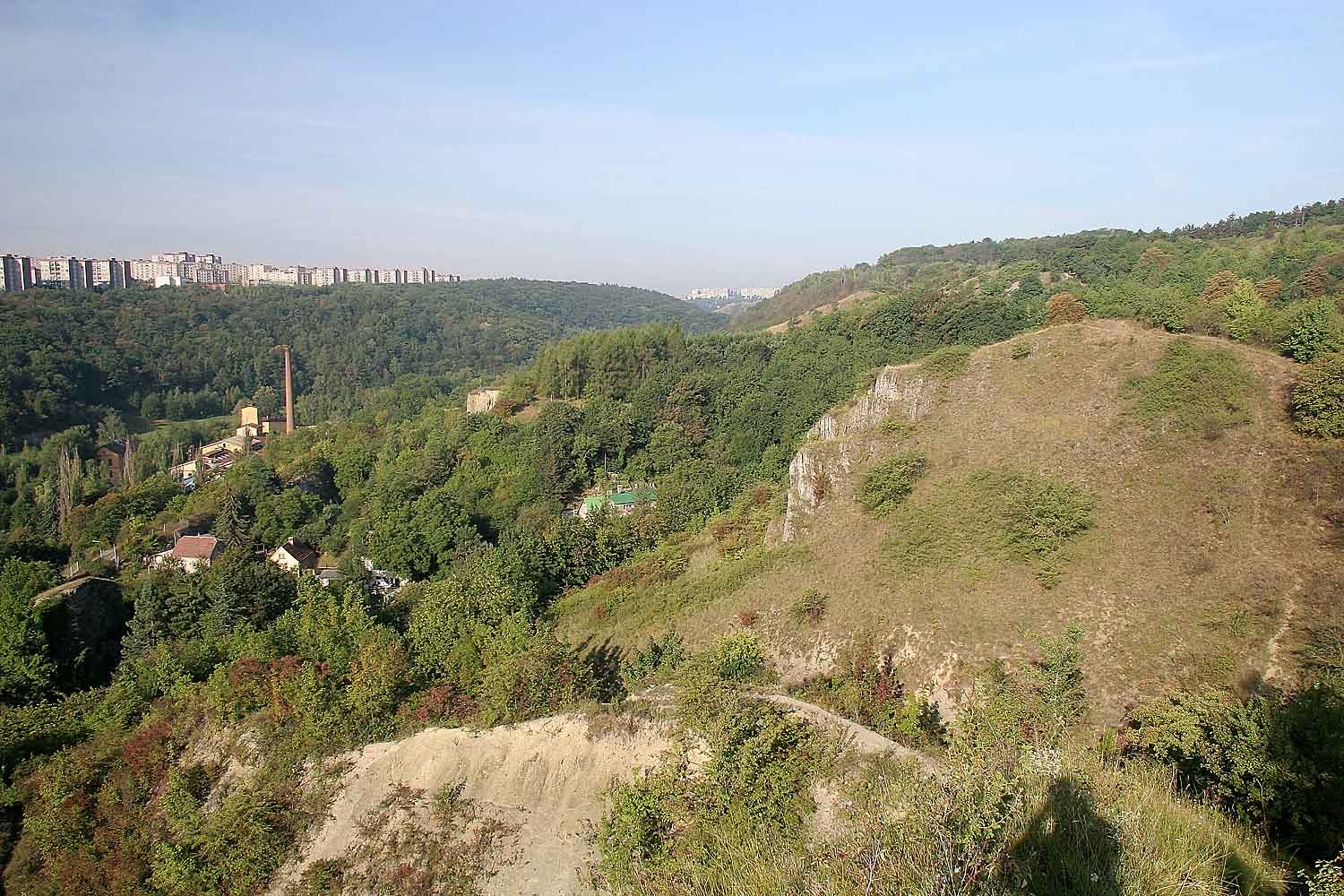
PR Prokopské údolí na jihozápadě hlavního města
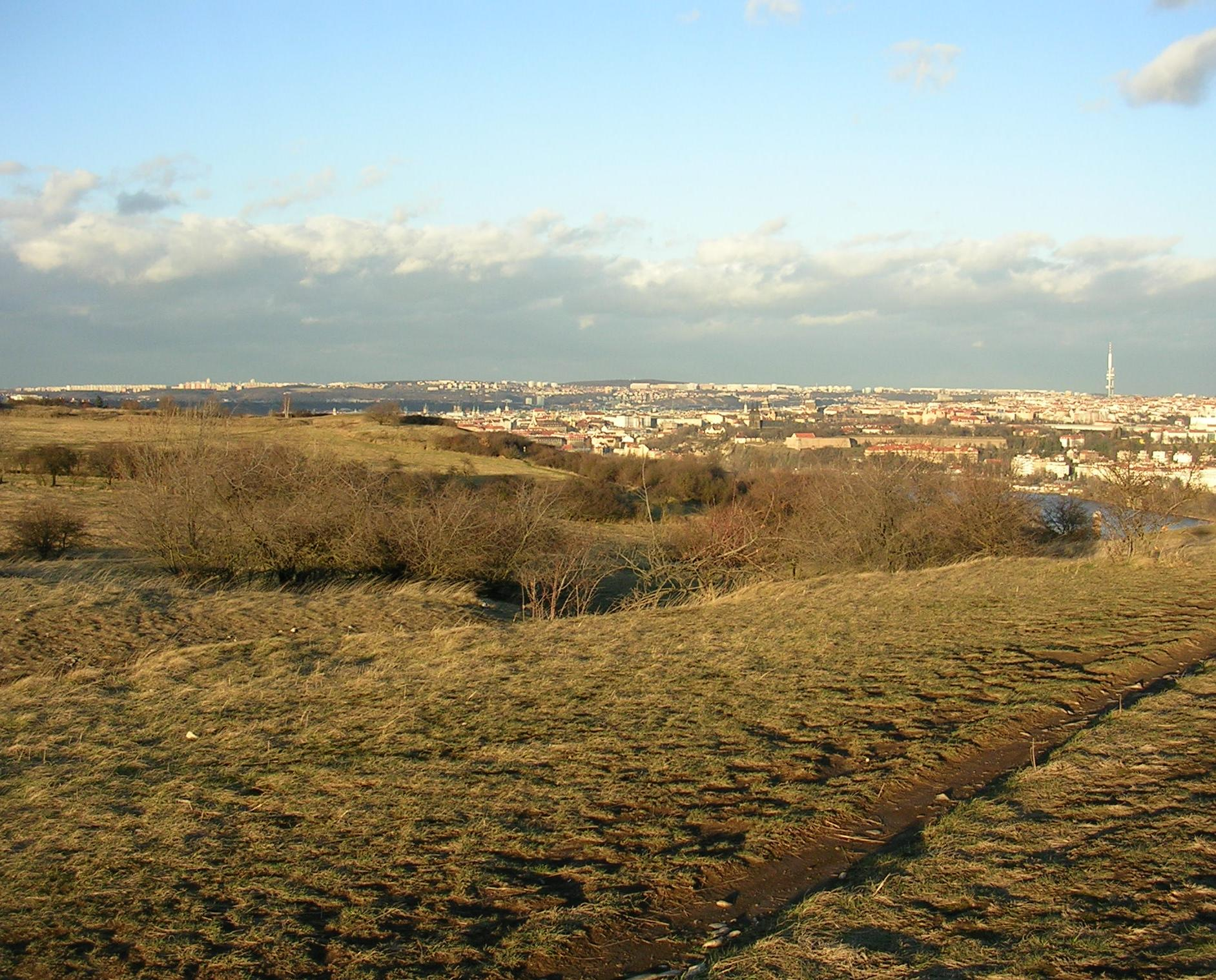
Výhled na Prahu z Děvína
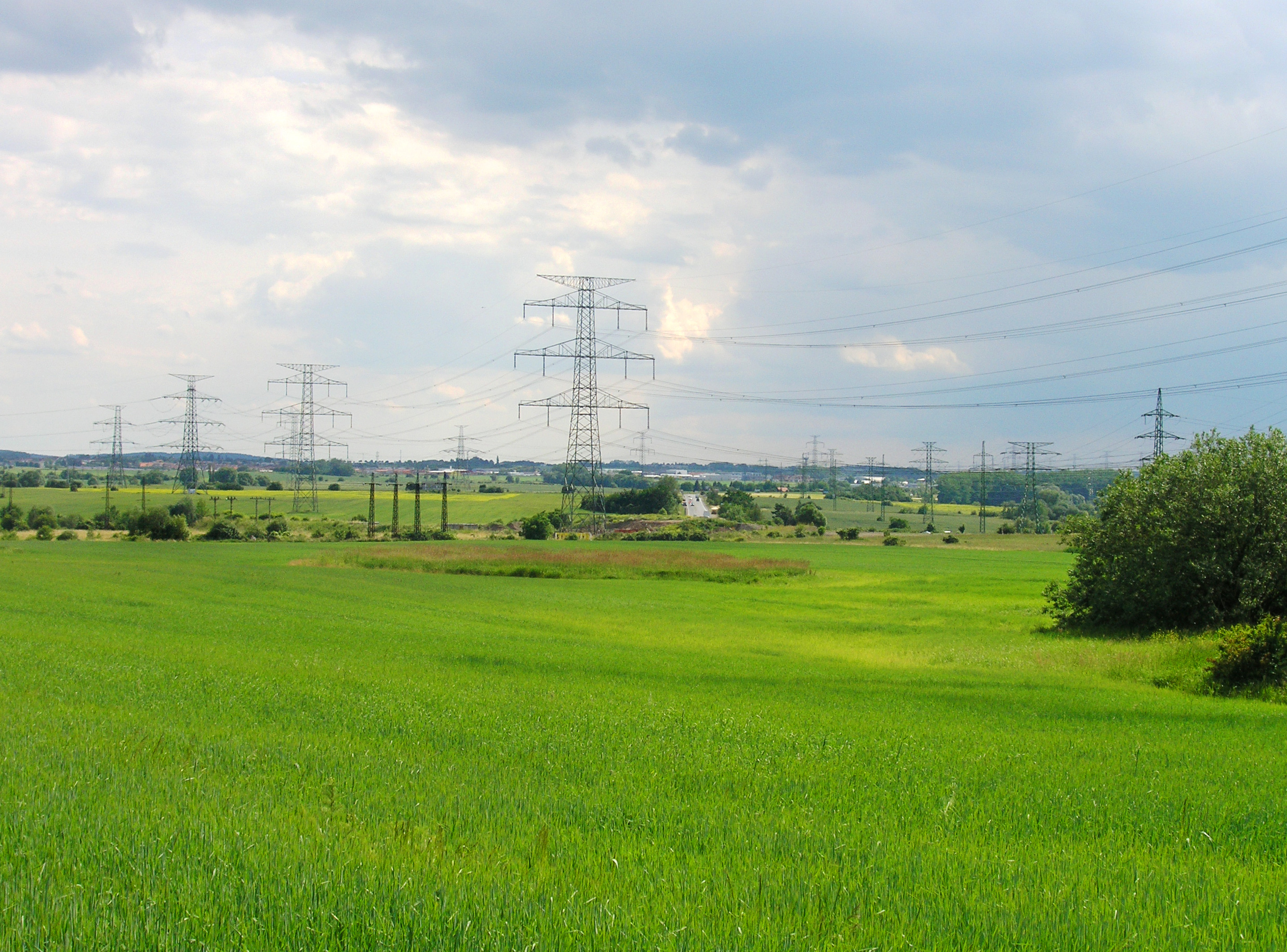
Uhříněveská plošina – PP Hrnčířské louky u Šeberova na jihovýchodním okraji Prahy
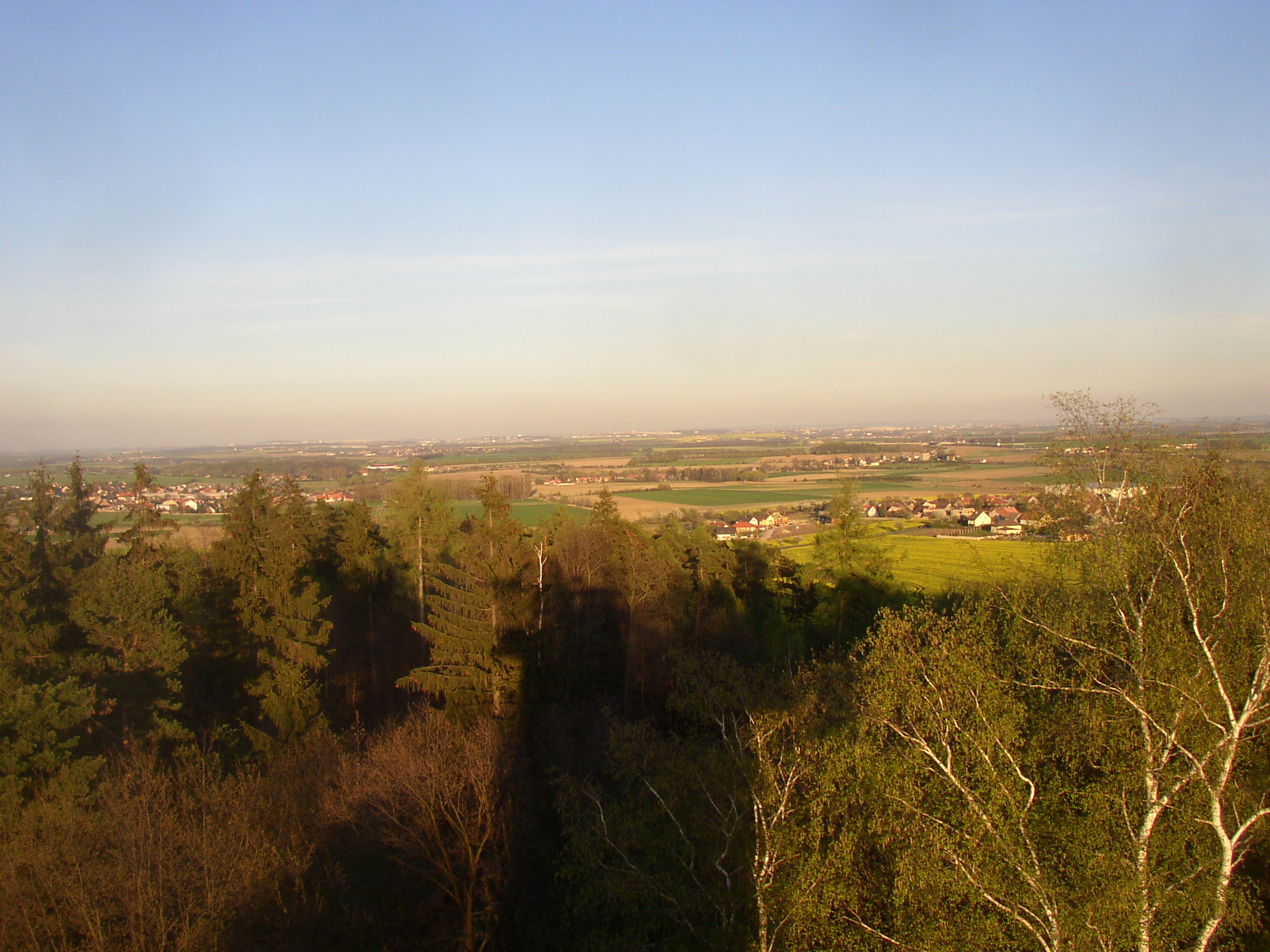
Plochá tvářnost Hostivické tabule mezi Kladnem, Unhoští a Prahou – výhled z Kožovy hory k jv.
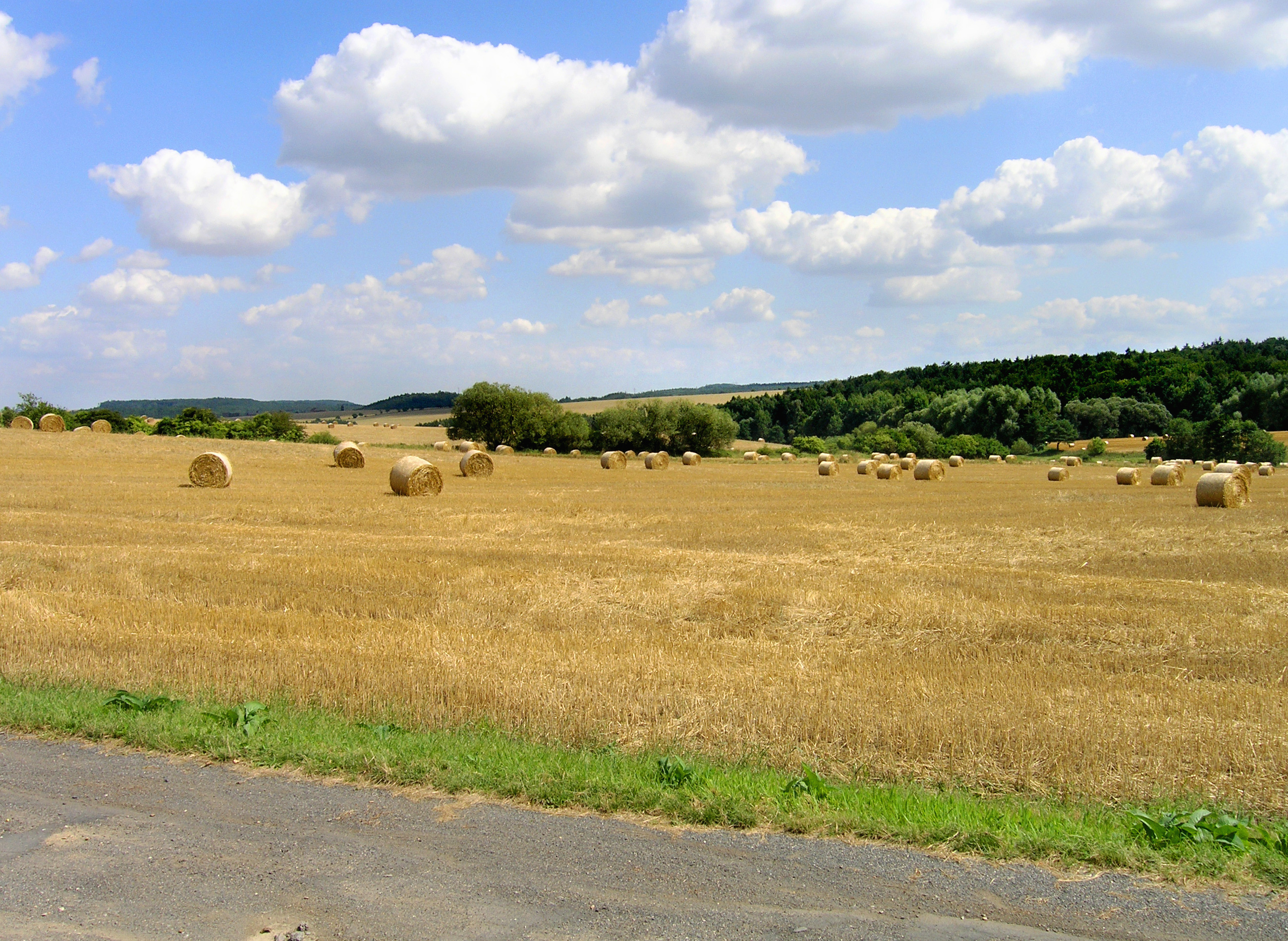
Krajina Lánské pahorkatiny mezi Bratronicemi a Lhotou
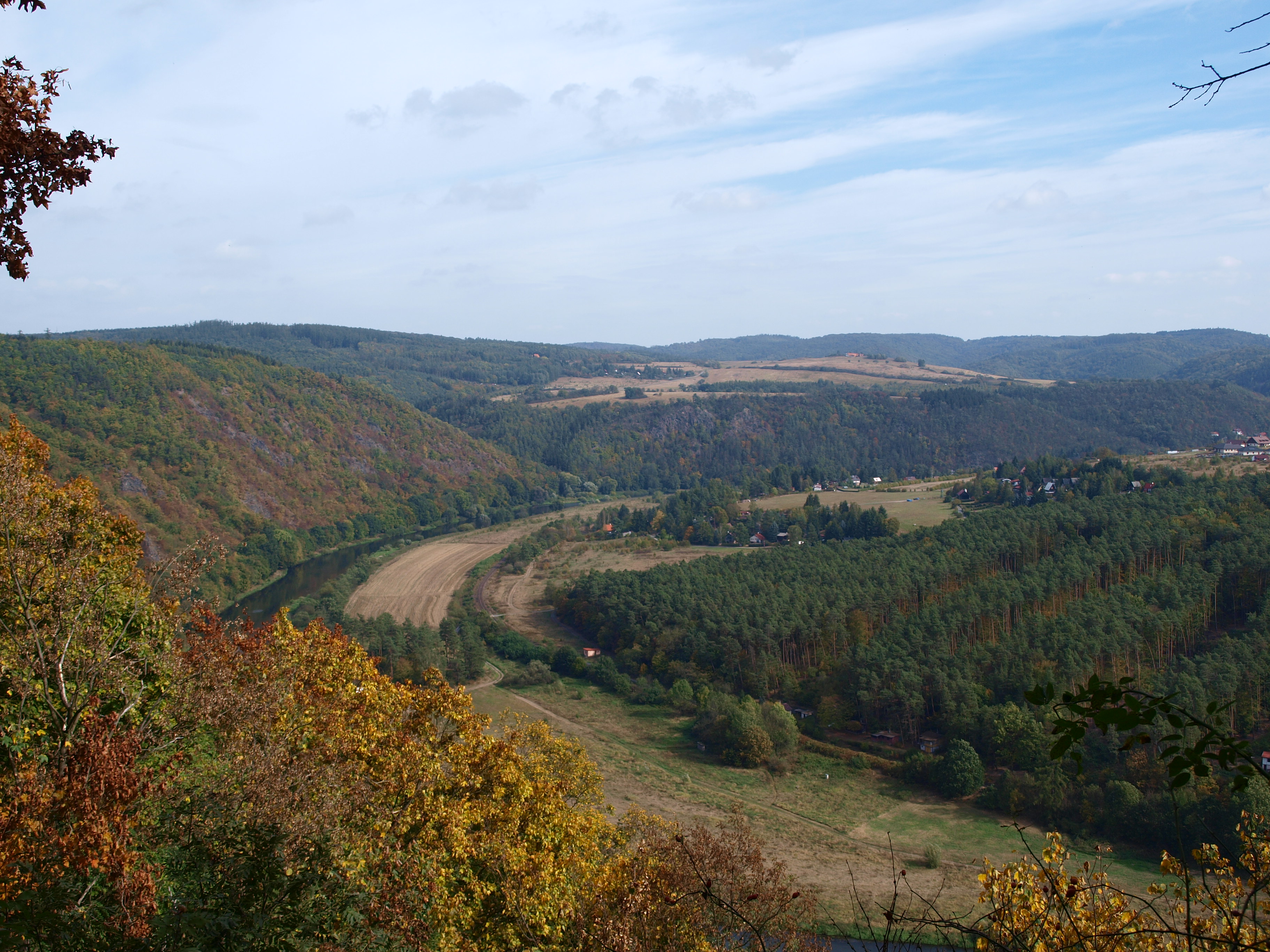
Údolí Berounky u Újezdu nad Zbečnem
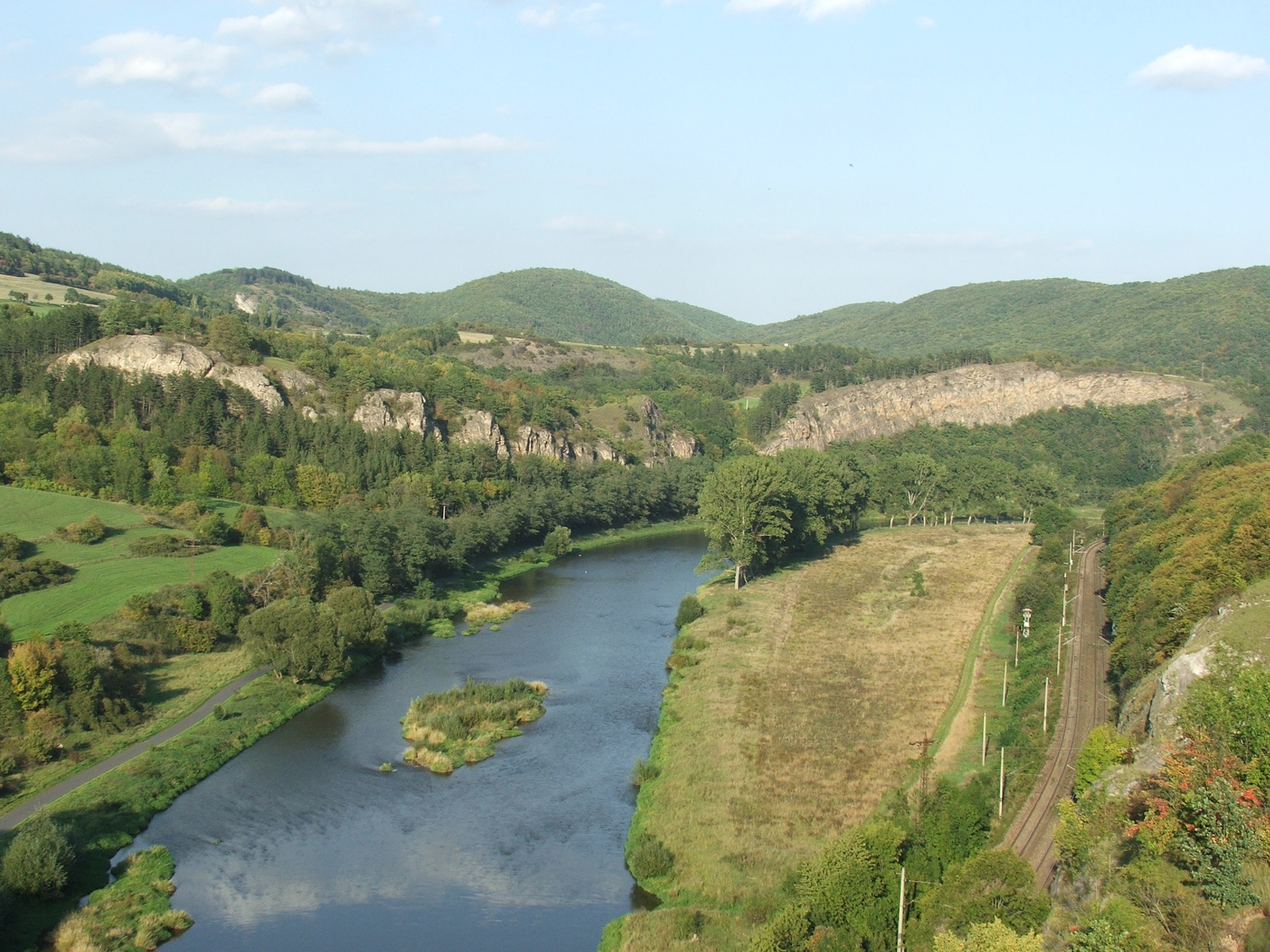
Údolí Berounky mezi Tetínem a Srbskem
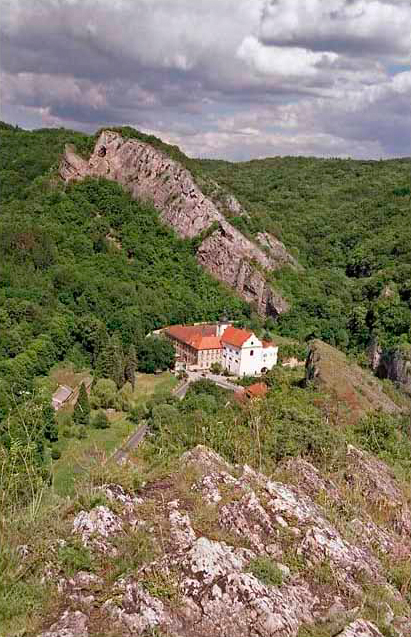
Svatojánská skála v údolí Loděnice ve Svatém Janu pod Skalou
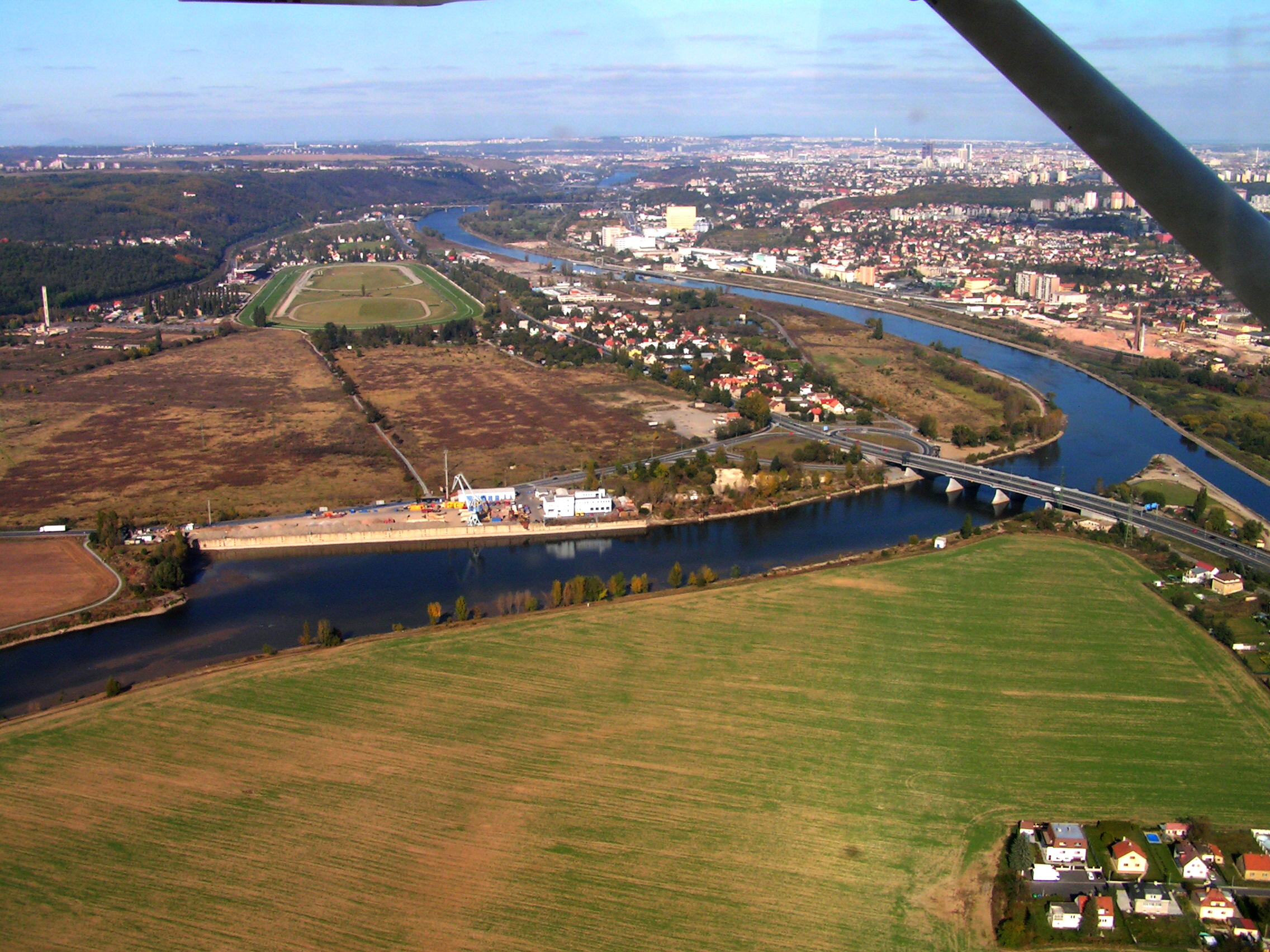
Soutok Berounky a Vltavy
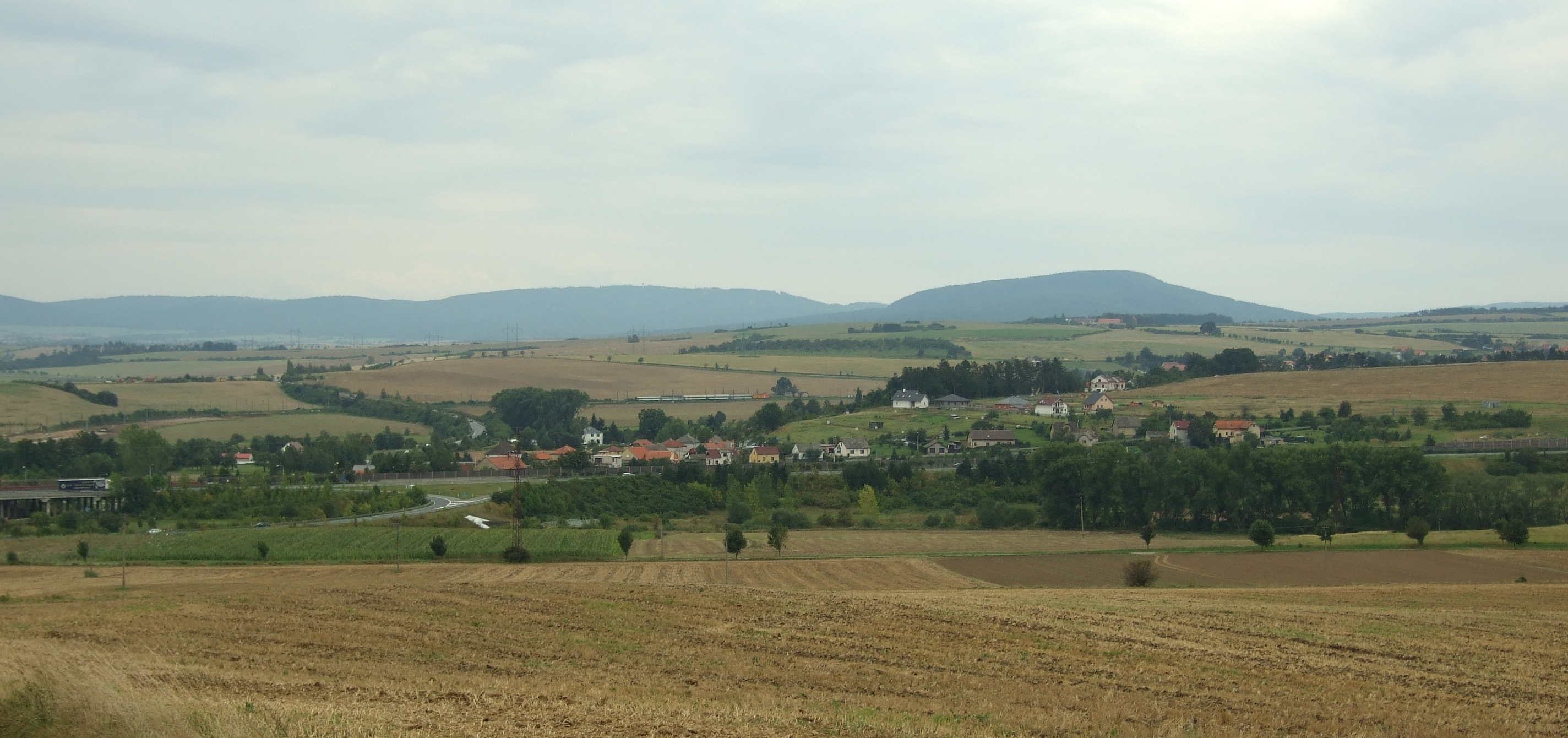
Údolí Litavky v Hořovické brázdě u Knížkovic
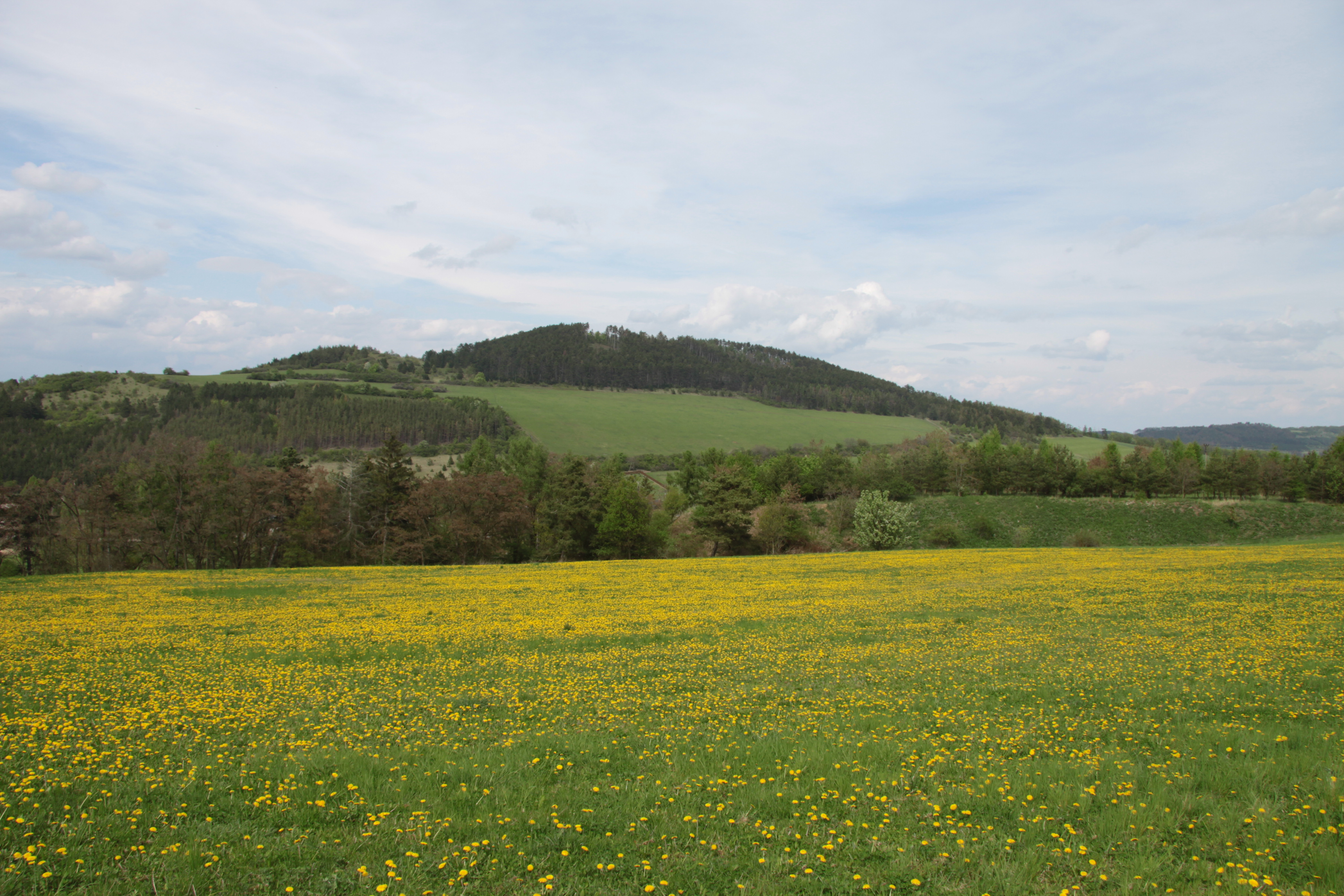
Koukolova hora u Tmaně
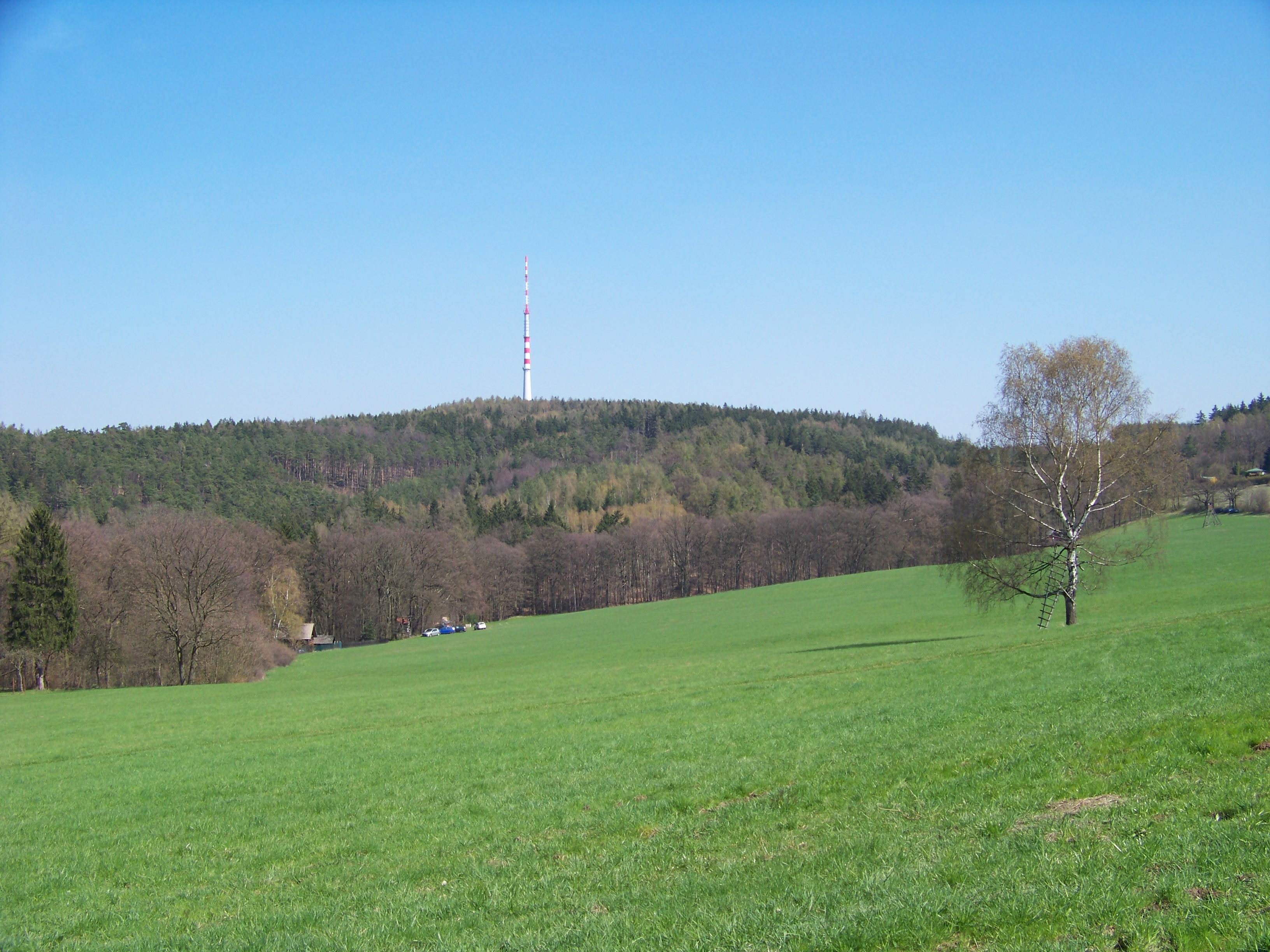
Vrch Kopanina v Hřebenech s televizním vysílačem Cukrák
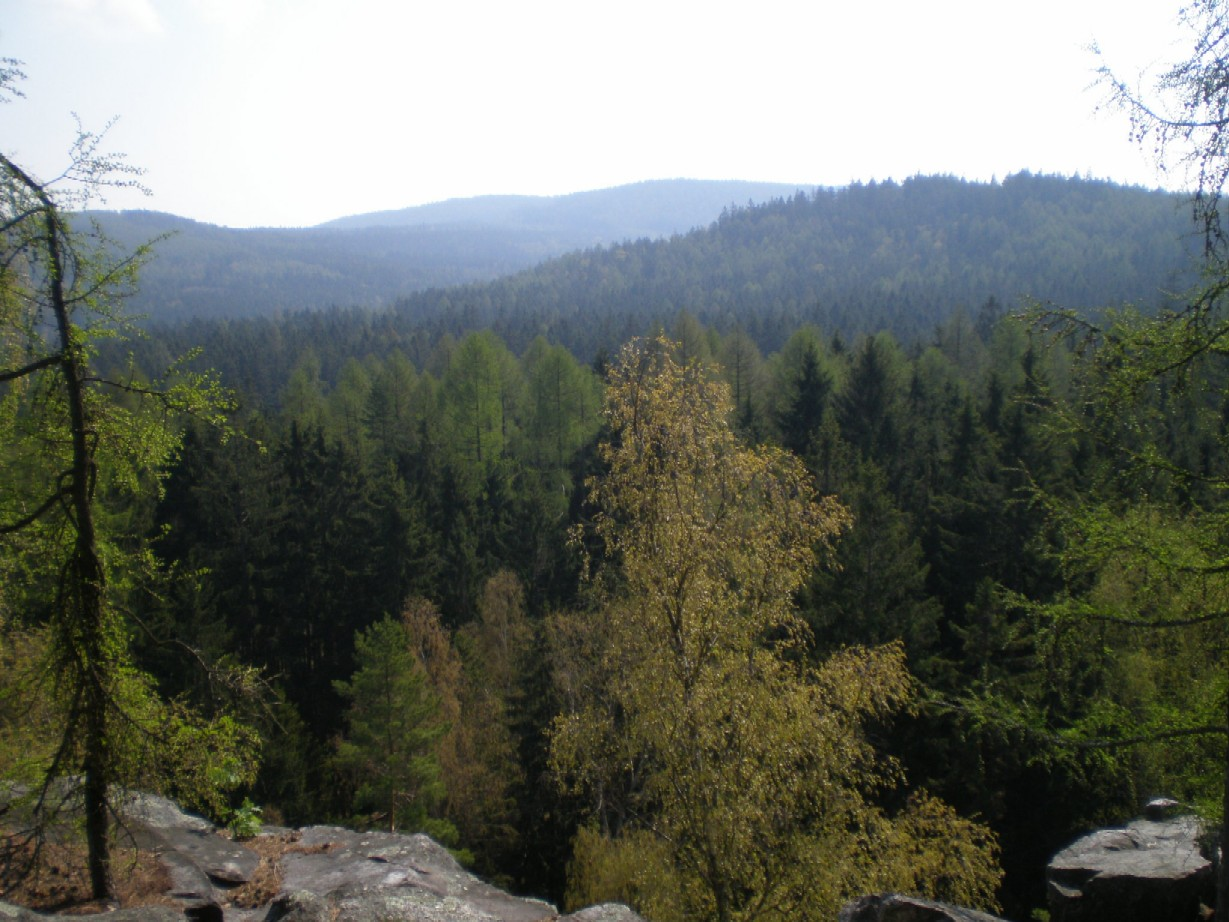
Brdy – výhled z Jindřichovky do údolí Červeného potoka
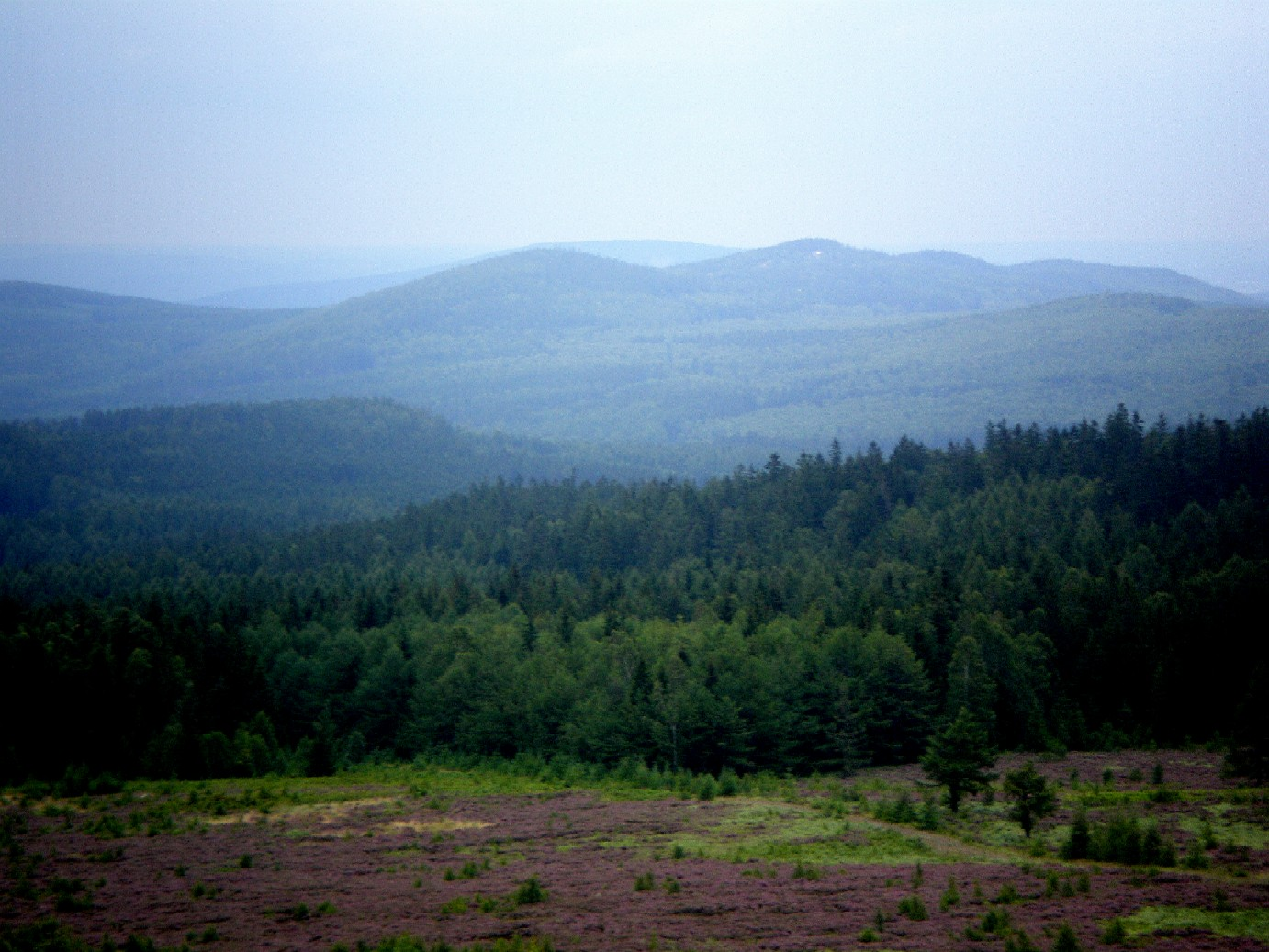
Jinecké hřebeny z Houpáku
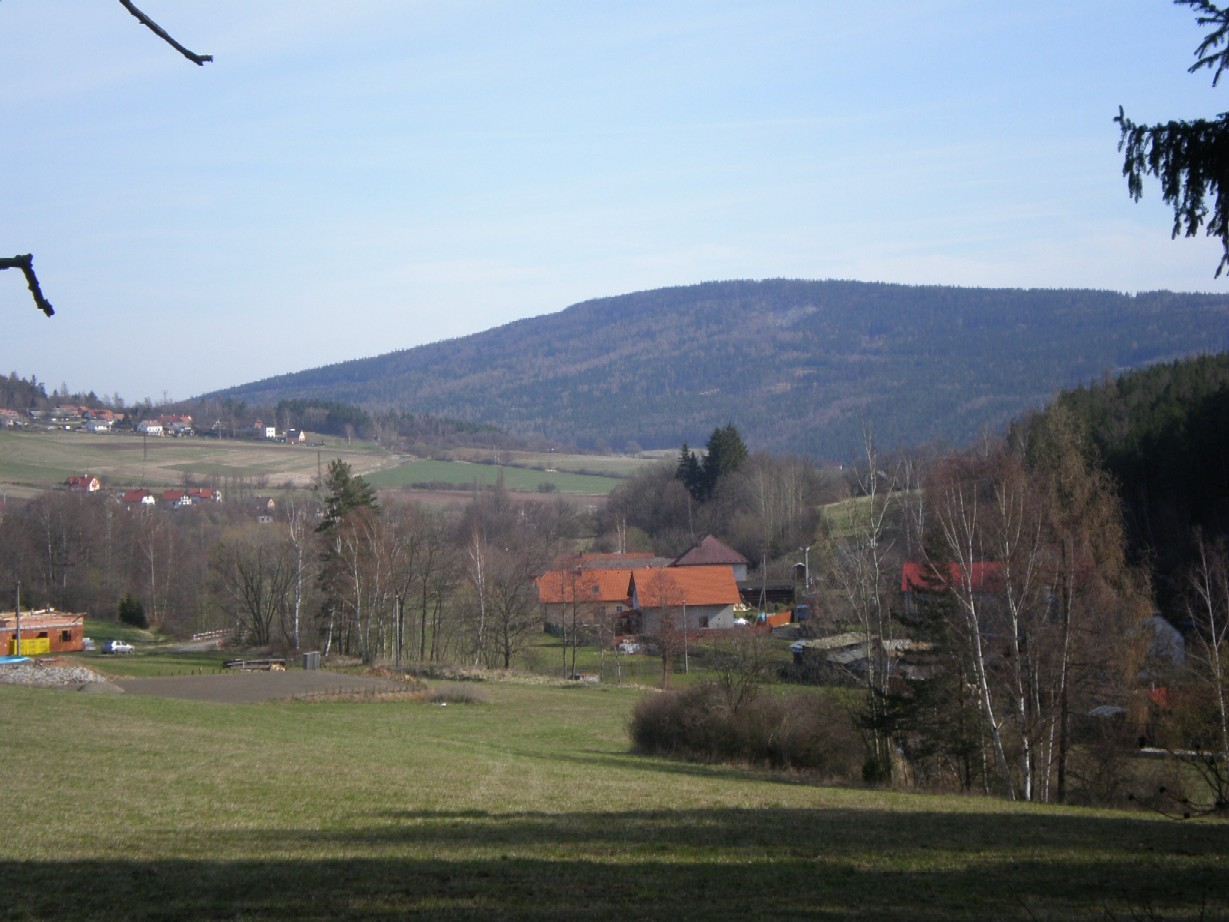
Plešivec v Brdech